# 金塔尼利亚维瓦尔
金塔尼利亚维瓦尔，是西班牙卡斯蒂利亚-莱昂布尔戈斯省的一个市镇。总面积13平方公里，总人口554人（2001年），人口密度43人/平方公里。